# Svetlana Tichanovskaja
Svjatlana Tsichanowskaja (Wit-Russisch: Святлана Ціханоўская) of Svetlana Tichanovskaja (Russisch: Светлана Тихановская), geboren Svjatlana Piliptsjoek, (Mikasjevitsji, Wit Russische SSR, 11 september 1982) is een Wit-Russische (Belarussische) lerares en leider van de Wit-Russische democratische beweging.
Ze nam deel aan de Wit-Russische presidentsverkiezingen in 2020 als de belangrijkste oppositiekandidaat, nadat haar echtgenoot Sergei Tichanovski in Grodno was gearresteerd door de Wit-Russische autoriteiten. Nadat Loekasjenko zichzelf tot winnaar had uitgeroepen, vluchtte ze via Litouwen en sinds augustus 2020 werkt ze met een staf van 16 mensen in ballingschap in Polen.

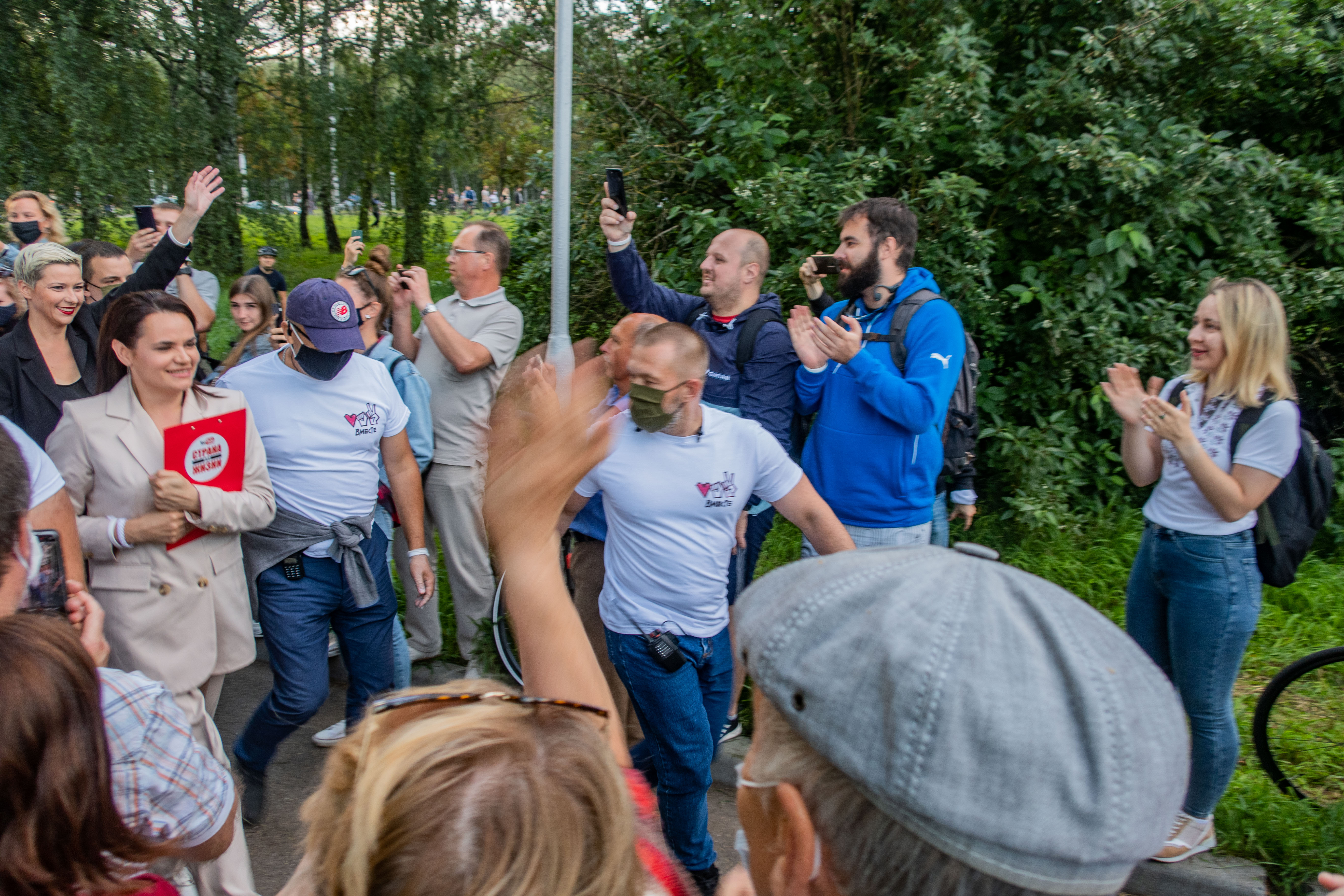
Steunbetuiging voor Svetlana Tichanovskaja (l.) in Minsk, 30 juli 2020

## Leven
Tichanovskaja volgde een opleiding tot lerares Duits en Engels. Daarna werkte ze als vertaalster, onder meer voor de in Ierland gevestigde organisatie Chernobyl Children Life Line. Haar man, de populaire videoblogger Sergej Tichanovski, had aangekondigd zich kandidaat te stellen voor de Wit-Russische presidentsverkiezingen van 2020. Toen hem dit recht, op 15 mei 2020, door de centrale verkiezingscommissie werd ontnomen, besloot Tichanovskaya zich kandidaat te stellen in zijn plaats. Tichanovski nam de leiding over het campagneteam op zich. Op 29 mei werd Sergej Tichanovski door de Wit-Russische autoriteiten gearresteerd op beschuldiging van "voorbereiding van een ernstige schending van de openbare orde". Amnesty International stelde dat de beschuldigingen zijn verzonnen en eiste zijn vrijlating.

De kandidatuur van Tichanovskaja werd gesteund door de campagneteams van de potentiële presidentskandidaat Viktor Babariko, die werd opgesloten, en van Valeri Tsepkalo, die niet werd toegelaten tot de verkiezingen.
De verkiezingsbeloftes van Tichanovskaja waren de vrijlating van alle politieke gevangenen, de terugdraaiing van autoritaire veranderingen in de grondwet en het houden van vrije en eerlijke verkiezingen.

## Verkiezingen en protest
Bij de verkiezingen, die plaatsvonden op 9 augustus 2020, werd de zittende president Aleksandr Loekasjenko als winnaar aangewezen met een overweldigende meerderheid van 80% van de stemmen, terwijl Tichanovskaja als enige tegenkandidaat 9,9% van de stemmen zou hebben behaald. Velen weigerden dat te geloven op grond van waarnemingen bij de stembureaus. Demonstraties in de week voorafgaand aan de verkiezingsdag hadden duizenden aanhangers van Tichanovskaja op de been gebracht. Haar campagneleider was gearresteerd en Loekasjenko had op de verkiezingsochtend dreigementen geuit tegen een ieder die zou proberen de regering omver te werpen. Na de voorlopige uitslag braken in Minsk protesten uit, waartegen Loekasjenko veiligheidstroepen inzette. Tichanovskaja gaf te kennen zich niet neer te leggen bij de uitslag, die ze verkiezingsfraude noemde, en tekende protest aan bij de kiescommissie. Ook regeringen van andere landen trokken een eerlijk verloop van de verkiezingen sterk in twijfel, temeer daar internationale verkiezingswaarnemers en buitenlandse verslaggevers niet waren toegelaten.
Nadat ze op 11 augustus 2022 bij de Wit-Russische kiescommissie bezwaar had aangetekend tegen de verkiezingsuitslag, werd bekend dat Tichanovskaja naar buurland Litouwen was uitgeweken. Het feit ze daar urenlang binnen was gebleven voedde de speculaties dat zij onder druk was gezet door de autoriteiten. Die indruk werd versterkt toen er filmpjes verschenen waarin ze haar aanhang opriep zich neer te leggen bij de uitslag en te kennen gaf vanwege haar kinderen naar Litouwen te zijn vertrokken. Onder de oppositie en in buitenlandse perscommentaren werd de overtuiging uitgesproken dat haar capitulatie en vertrek niet vrijwillig waren geweest.
In de week na de verkiezingen vonden nog dagelijks demonstraties plaats, die door de politie met repressief geweld en arrestaties werden beantwoord. Tichanovskaja's rol leek uitgespeeld, maar na een kleine week van hevige onrust riep ze vanuit Litouwen op tot massale vreedzame betogingen, met de toevoeging: 'Belarussen willen nooit meer onder deze macht leven'. In het weekeinde dat volgde stopte het politiegeweld, maar de protestacties werden steeds massaler. Op 19 augustus deed Tichanovskaja een oproep aan de Europese Unie (EU) om de verkiezingsuitslag te verwerpen. Twee dagen later spoorde ze haar aanhangers aan om de acties te intensiveren. Ze benadrukte dat ze zelf niet het presidentschap ambieerde, maar dat eerlijke verkiezingen en een vrije democratie haar hoofddoel waren.

## Voortgezet protest

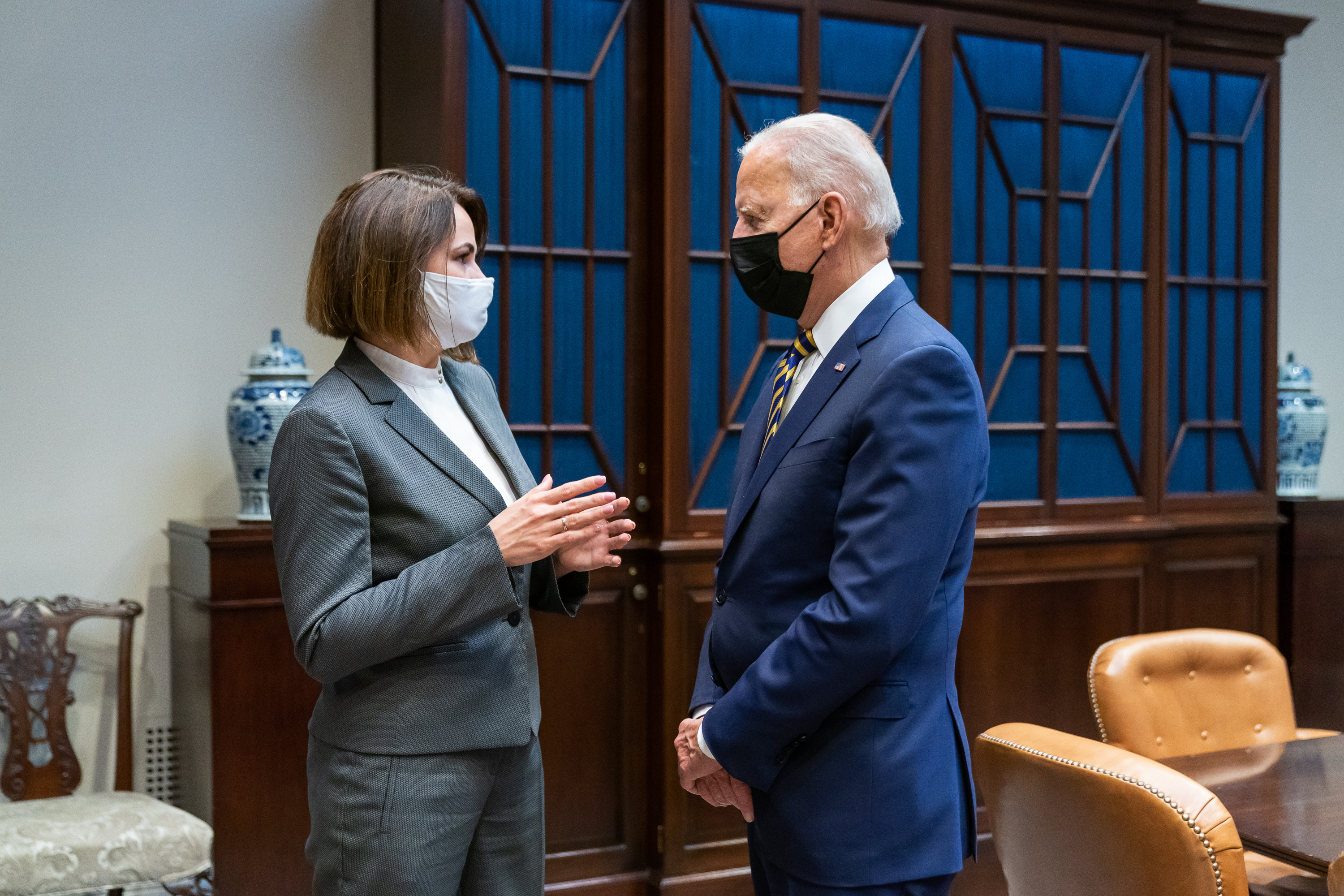
Met president van de Verenigde Staten Joe Biden op 28 juli 2021

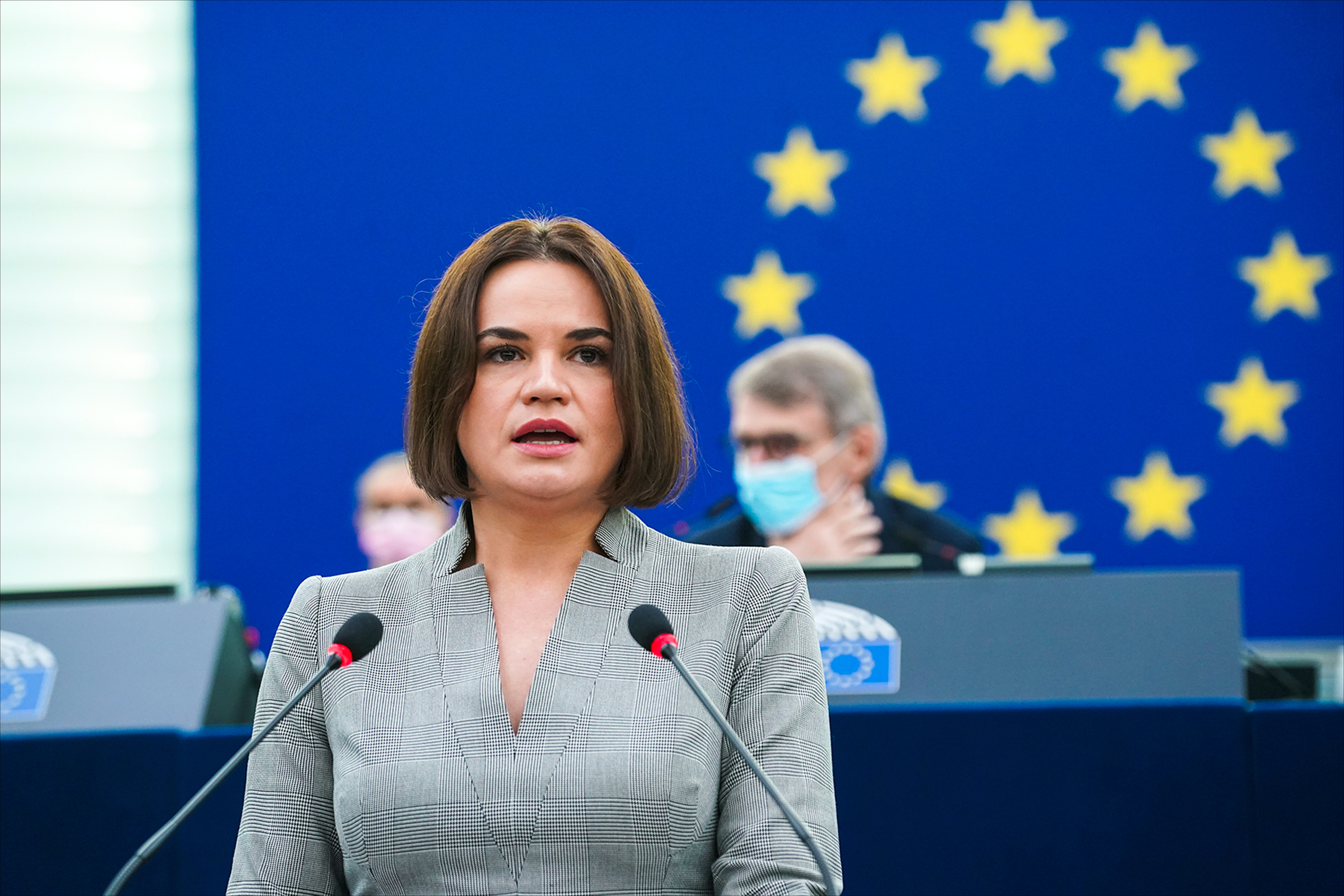
Toespraak tot het Europees Parlement op 24 november 2021

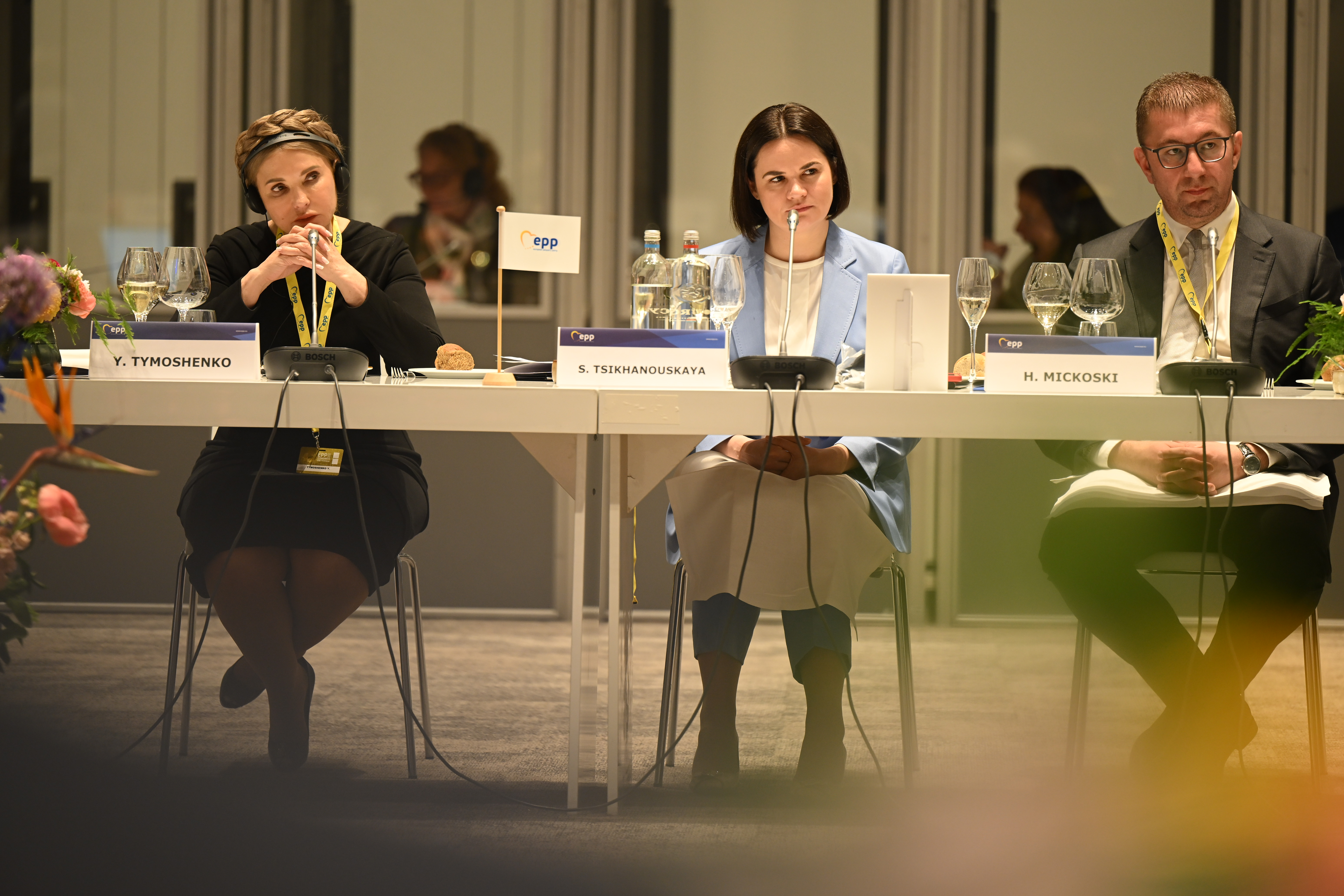
Op het congres van de Europese Volkspartij in Rotterdam op 31 mei 2022; links de Oekraïense Joelia Tymosjenko, rechts de Macedoniër Hristijan Mickoski

Omdat de protesten aanhielden en met geweld werden beantwoord zonder dat er uitzicht was op een vreedzame oplossing van het conflict met de regering, richtte Tichanovskaja zich op 4 september 2020 tot de Veiligheidsraad van de Verenigde Naties met het verzoek het brute geweld van het regime in haar land te onderzoeken. Ze vroeg om de komst van VN-waarnemers en om een speciale zitting van de Mensenrechtencommissie van de Verenigde Naties.
De vreedzame demonstraties gingen door en brachten elk weekend tienduizenden mensen op de been, waarvan er steeds enkele honderden werden gearresteerd. Op 27 september 2020, de zevende zondag na de verkiezingsdag, werd in Minsk een 'symbolische' beëdiging van het 'ware' staatshoofd Svetlana Tichanovskaja georganiseerd, als reactie op de besloten beëdiging van Loekasjenko voor zijn zesde presidentiële termijn op 23 september 2020.
In de herfst van 2020 gingen de vreedzame protestdemonstraties door, zonder dat er uitzicht leek te zijn op een doorbraak. Ieder weekend kwamen in Minsk en andere steden tienduizenden burgers op de been. Vaak werden ze geconfronteerd met harde acties van de veiligheidstroepen, zoals politiegeweld en hardhandige arrestaties. Tichanovskaja's toespraken staken de actievoerders een hart onder de riem, maar haar rol was beperkt doordat zij noodgedwongen in Litouwen verbleef.
Door contacten met leiders van westerse democratieën probeerde ze de aandacht van het buitenland niet te laten verslappen. Dat leidde tot het verwijt dat zij Wit-Rusland zou willen uitleveren aan de EU en de NAVO, maar ze benadrukte ook het belang van een dialoog met Rusland. Dat zij een persoonlijke ontmoeting zou hebben gehad met de Russische ambassadeur bij de Verenigde Naties, zoals hij gezegd had, sprak ze tegen. Het was slechts om online presentaties gegaan.
"Tegenpresident" Tichanovskaja bleef actief en consequent in haar kritiek op Loekasjenko, ondersteunde het moreel van haar medestanders in Wit-Rusland en kweekte goodwill in het buitenland. Haar aanhoudende strijdbaarheid werd gezien als hoopvol voor de toekomst, hoewel in december 2020 nog steeds geen oplossing in zicht was voor de patstelling tussen regering en oppositie.
In de eerste maanden van 2021 leek de onbuigzame houding van Loekasjenko effect te hebben gesorteerd. Door gewelddadig overheidsoptreden, arrestaties, veroordelingen tot langdurige gevangenisstraffen en ook martelingen zat de schrik er bij de bevolking goed in. Ook leek de internationale belangstelling voor Wit-Rusland en daarmee ook voor Tichanovskaja in een impasse te zijn geraakt. Hierin kwam verandering toen op 23 mei 2021, Ryanair-vlucht 4978, op weg van Griekenland naar Litouwen, door de Wit-Russische autoriteiten met een list (een bommelding) gedwongen werd te landen op de Nationale Luchthaven Minsk. Daar werd een vooraanstaande medestander van Tichanovskaja, de oppositionele journalist en actievoerder Roman Protasevitsj, van boord gehaald en gearresteerd. De Wit-Russische list riep grote internationale verontwaardiging op en plaatste zowel het land als oppositieleider Tichanovskaja weer in het centrum van de belangstelling. In interviews wees zij erop dat Loekasjenko gebruik had gemaakt van de impasse en dat de repressie groter was dan ooit. In dezelfde week pleitte zij in een ontmoeting met de Nederlandse premier Mark Rutte en minister van buitenlandse zaken Sigrid Kaag voor vergaande Europese sancties tegen Wit-Rusland.

## Rechtszaak in 2023
Op 17 januari 2023 begon in Minsk een proces bij verstek tegen Svetlana Tichanovskaja op beschuldiging van onder meer hoogverraad, een poging om de macht te grijpen en het oprichten en leiden van een extremistische organisatie. Hiervoor zou ze een gevangenisstraf van minstens vijftien jaar kunnen krijgen. Aan Tichanovskaja, die nog steeds in ballingschap buiten Wit-Rusland verbleef, was door de rechtbank een advocaat toegewezen, maar omdat hij geen contact met haar had opgenomen, kende ze de aard van de beschuldigingen niet. Ze noemde het proces "de wraak van een zielige dictator". Volgens haar had Wit-Rusland "een eerlijke rechtsgang nodig, geen poppenkastvertoning". Eind februari werd de strafeis tegen Tichanovskaja bekend: negentien jaar op beschuldiging van hoogverraad, samenzwering tegen de staat en het oprichten van een extremistische organisatie. Ook tegen vier van haar medestanders werden straffen van twaalf à negentien jaar geëist. Op 6 maart 2023 werd ze bij verstek veroordeeld tot een gevangenisstraf van 15 jaar.

## Sergej Tichanovski

### Veroordeling

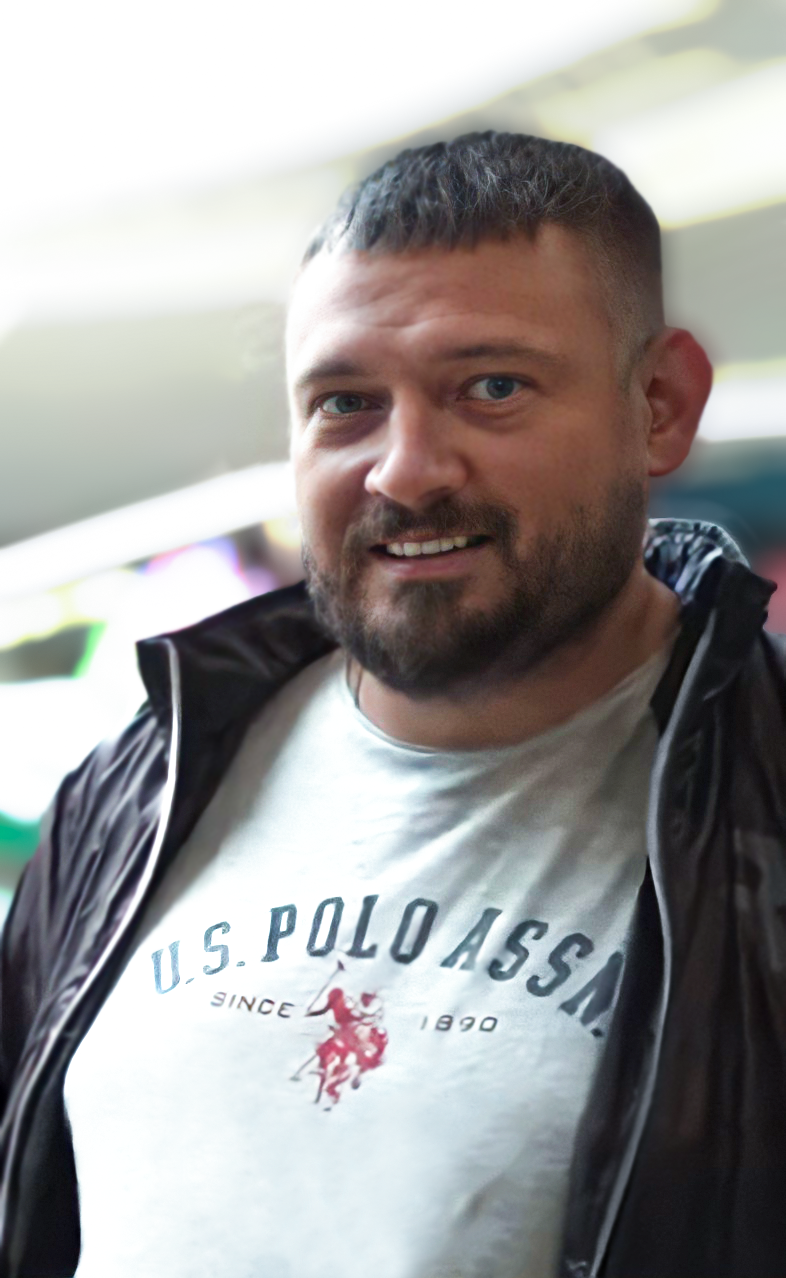
Echtgenoot Sergej Tichanovski

Tichanovskaja's echtgenoot, de voormalige presidentskandidaat Sergej Tichanovski die in voorarrest zat sinds 29 mei 2020, werd op 14 september 2021 in een besloten proces veroordeeld tot achttien jaar gevangenisstraf op beschuldiging van "het organiseren van massale rellen, het aanzetten tot onderlinge haat en het verhinderen van het werk van de centrale kiescommissie". Svetlana Tichanovskaja regeerde hierop met de woorden "De dictator neemt publiekelijk wraak op zijn sterkste tegenstanders. Door politieke gevangenen achter gesloten deuren te berechten, probeert hij de onderdrukking in alle stilte voort te zetten".

### Vrijlating
In juni 2025 maakte Svetlana Tichanovskaja bekend dat Tichanovski was vrijgelaten na een detentie van ruim vijf jaar. Het echtpaar werd herenigd in Vilnius. Samen met Tichanovski werden nog dertien politieke gevangenen vrijgelaten. Tichanovskaja schreef op X (sociaalnetwerksite): "We zijn nog niet klaar. 1150 gevangenen zitten nog vast. Ze moeten allemaal vrijkomen".

## Eerbewijzen
- In 2020 werd Tichanovskaja samen met Veronika Tsepkalo en Maria Kolesnikova voorgedragen voor de Sacharovprijs de mensenrechtenprijs van het Europees Parlement, voor hun bijdrage aan de protestbeweging in Wit-Rusland.[28] De prijs werd niet aan haar persoonlijk toegekend, maar aan "De Democratische oppositie in Belarus".[29]
- In 2022 werd door de stad Aken de Karlsprijs verleend aan Maria Kolesnikova, Svetlana Tichanovskaja en Veronika Tsepkalo.
- Op 21 april 2022 ontving Svetlana Tichanovskaja uit handen van de Nederlandse premier Mark Rutte, in aanwezigheid van koning Willem-Alexander en koningin Maxima, in de Nieuwe Kerk te Middelburg de internationale Roosevelt Four Freedoms Award vanwege haar aandeel in het vreedzame verzet in Wit-Rusland.[30] Het Franklin and Eleanor Roosevelt Institute, dat de prijs uitreikt, noemde haar "een ware leider van de democratische beweging, die de bevolking van Belarus een stem en hoop geeft op een betere toekomst waarin de rechtsstaat en de fundamentele mensenrechten worden gerespecteerd".[31]